# Саваслейка
Савасле́йка — село в городском округе город Кулебаки Нижегородской области.

## География
Село расположено на берегу реки Велетьма в 16 км на северо-запад от города Кулебаки близ автодороги 22К-0079 Владимир — Муром — Арзамас.

## Этимология названия
«Лей» с эрзянского означает «река», «ручей», «овраг».

## История
В окладных книгах 1676 года деревня Севаслейка значится в приходе села Окулова, в ней тогда было 22 крестьянских двора. В тех же книгах под 1710 годом в вотчине боярина князя Михаила Черкасского значится уже село Савастлейка, а в селе церковь Сошествия Святого Духа, в приходе был 21 двор крестьянский. В 1848 году вместо бывшей деревянной церкви в Савастлейке на средства местного вотчинника графа С. С. Уварова построен был каменный храм. Престолов в храме три: главный в память Сошествия святого Духа на апостолов, в трапезе теплой в честь Архангела Михаила и святого Николая Чудотворца. В конце XIX века приход состоял из одного села Савастлейки, в котором по клировым ведомостям зничилось 179 дворов, 634 мужчины и 681 женщина. В селе имелась земская народная школа, учащихся в 1896 году было 68.
В конце XIX — начале XX веков село входило в состав Липнинской волости Муромского уезда Владимирской губернии.
С 1929 года село являлось центром Саваслейского сельсовета Кулебакского района, с 2015 года — в составе городского округа город Кулебаки.
В 1953 году на юго-западной окраине села была создана авиабаза, как центр подготовки авиационного персонала стран Варшавского договора. Ныне филиал 4-го Государственного центра подготовки авиационного персонала и войсковых испытаний.

## Население
| 1859 | 1897  | 1905  | 2002  | 2010  |
| ---- | ----- | ----- | ----- | ----- |
| 762  | ↗1590 | ↘1267 | ↗3317 | ↘2686 |

## Известные люди
- Мокров, Николай Алексеевич (1926—1996) — советский и российский живописец. Заслуженный художник РФ.
- Пигин, Иван Фёдорович (1902—1974) — Герой Советского Союза.
- Тряпицын, Яков Иванович (1897—1920) — российский военный и политический деятель.

## Инфраструктура
В селе имеется Саваслейская средняя школа (открыта в 1969 году). Также в селе расположен завод по производству минеральных вод «Акваника».

## Достопримечательности
В селе расположена действующая церковь Михаила Архангела (1848)